# Nanao (mannequin)
Nanao (菜々緒) , née le 28 octobre 1988 dans la préfecture de Saitama, au Japon,  est une actrice et mannequin japonaise affiliée à Platinum Production (ja). Son nom complet est Nanao Arai (荒井 菜々緒, Arai Nanao).

## Biographie
Nanao était complexée par sa silhouette mince et pauvre en apparence, ainsi que par sa grande taille[pas clair]. Elle a donc décidé de devenir mannequin parce qu'elle voulait exercer une profession qui lui permettrait d'aimer les choses qui lui semblaient complexes.
Nanao a commencé des activités de divertissement en 2009 quand elle avait 20 ans, elle était un modèle régulier en tant que ring girl d'arts martiaux et race queen (hôtesse de course automobile) dans le magazine Pinky qui est devenu un tournant, elle a remporté le Miss TGC de Tokyo Girls Collection et le Sanai Mizugi Image Girl 2010 et a été un mannequin pour Non-no.
En 2011, elle est devenue un modèle exclusif pour le magazine Ginger. Nanao s'est également fait remarquer en tant que tarento de par ses activités. Elle est apparue dans divers magazines de mode, publicités télévisées, dramas et émissions de variétés.
Au Japon, elle est admirée pour la beauté de ses jambes,,.
Elle est connue dans le reste du monde comme la voix originale, la seiyū des personnages de Baccarat du film One Piece: Gold et de Queen Nehelennia dans le film Sailor Moon Eternal ainsi que pour avoir interprété le personnage éponyme de la série Miss Devil,  Tsubaki Mako.

## Filmographie sélective
- 2014 : The Snow White Murder Case (白ゆき姫殺人事件, Shirayuki hime satsujin jiken?) de Yoshihiro Nakamura
- 2017 : Gintama (銀魂?) de Yūichi Fukuda
- 2019 : Masquerade Hotel (マスカレード・ホテル, Masukaredo hoteru?) de Masayuki Suzuki
- 2023 : Lumberjack the Monster (怪物の木こり, Kaibutsu no kikori?) de Takashi Miike